# Limenitis weidermeyerii
Limenitis weidermeyerii is een vlinder uit de onderfamilie Limenitidinae van de familie Nymphalidae. De wetenschappelijke naam van de soort is voor het eerst geldig gepubliceerd in 1861 door William Henry Edwards.